# زرگرلی (شابران)
زرگرلی (به لاتین: Zargarly) یک منطقه مسکونی در جمهوری آذربایجان است که در شهرستان خیزی واقع شده‌است.